# Nicola Francesco Haym

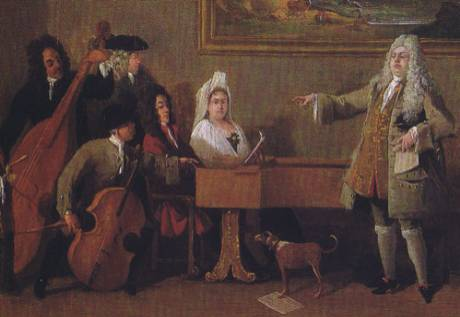
Prova di un'opera. Cuadro de Marco Ricci, 1709 ca. Nicola Francesco Haym al clavicembalo.

Nicola Francesco Haym (Roma, 6 de julio de 1678 - Londres, 31 de julio de 1729) fue un libretista de ópera, compositor, director de teatro y productor de óperas italiano. Es recordado principalmente por sus adaptaciones de textos a libretos para las óperas que Georg Friedrich Handel y Giovanni Bononcini componían en Londres. Entre los libretos que adaptó para Handel se incluyen Giulio Cesare, Ottone, Flavio, Tamerlano, Rodelinda y varios otros. Para Bononcini produjo dos: Calfurnia y Astianatte.
Descendiente de una familia de raíces alemanas, comenzó su carrera como chelista en 1694 con su hermano Giovanni Antonio Haym en la orquesta del cardenal Pietro Ottoboni en Roma. Ahí compuso en 1699 dos oratorios y una cantata. En 1700 llegó a Londres con el violinista Nicola Cosimi, donde entre 1701 y 1711 trabajó como maestro de cámara al servicio del segundo Duque de Bedford. Durante 1705-06 Haym junto con Thomas Clayton y Charles Dieupart comenzó a poner en escena varias óperas italianas readaptadas con el texto en inglés, como Il trionfo di Camilla (1706) y Etearco (1711) de Bononcini y Pirro e Demetrio (1708) de Alessandro Scarlatti. Algunos de estos primeros trabajos cosecharon un enorme éxito que ayudaron a establecer la ópera italiana (y a Haym) en Londres. Más adelante, cuando las óperas en Londres eran representadas completamente en italiano, más que en una mezcla de inglés e italiano, Haym pasó mucho tiempo adaptando tanto el libreto como la música para los muchos pasticcios que se representaban por la época. En 1720 fue contratado como chelista para bajo continuo por la nueva Royal Academy of Music. En 1722 llegó a ser el Secretario de la Academia durante sus últimas seis representaciones. Durante estos años no sólo escribía el libreto sino que además tomaba parte en la dirección de las representaciones. Antes de su muerte en 1729, estaba planeando asistir a Handel y Heidegger en la construcción de una nueva Academia tras la desaparición de la antigua.
- Datos: Q1986170
- Multimedia: Nicola Francesco Haym / Q1986170